# Ersatzbrennstoff-Heizkraftwerk Bernburg
Das Ersatzbrennstoff-Heizkraftwerk Bernburg ist ein Ersatzbrennstoffkraftwerk in Bernburg (Saale), das als Industriekraftwerk der Energieversorgung eines benachbarten Werkes der Solvay GmbH dient. Es wurde von der Energie Anlage Bernburg GmbH betrieben, einer Tochtergesellschaft von Solvay und dem Entsorgungsunternehmen Tönsmeier. 2018 übernahm die Schwarz-Gruppe die Energie Anlage Bernburg GmbH zu 100 % und führt sie als Prezero Energy fort.
Kritiker sehen in dem EBS-Kraftwerk primär eine Müllverbrennungsanlage, die zweitgrößte Müllverbrennungsanlage in Sachsen-Anhalt. Wie ähnliche Anlagen andernorts ist auch die Anlage in Bernburg in der Bevölkerung umstritten.

## Lage

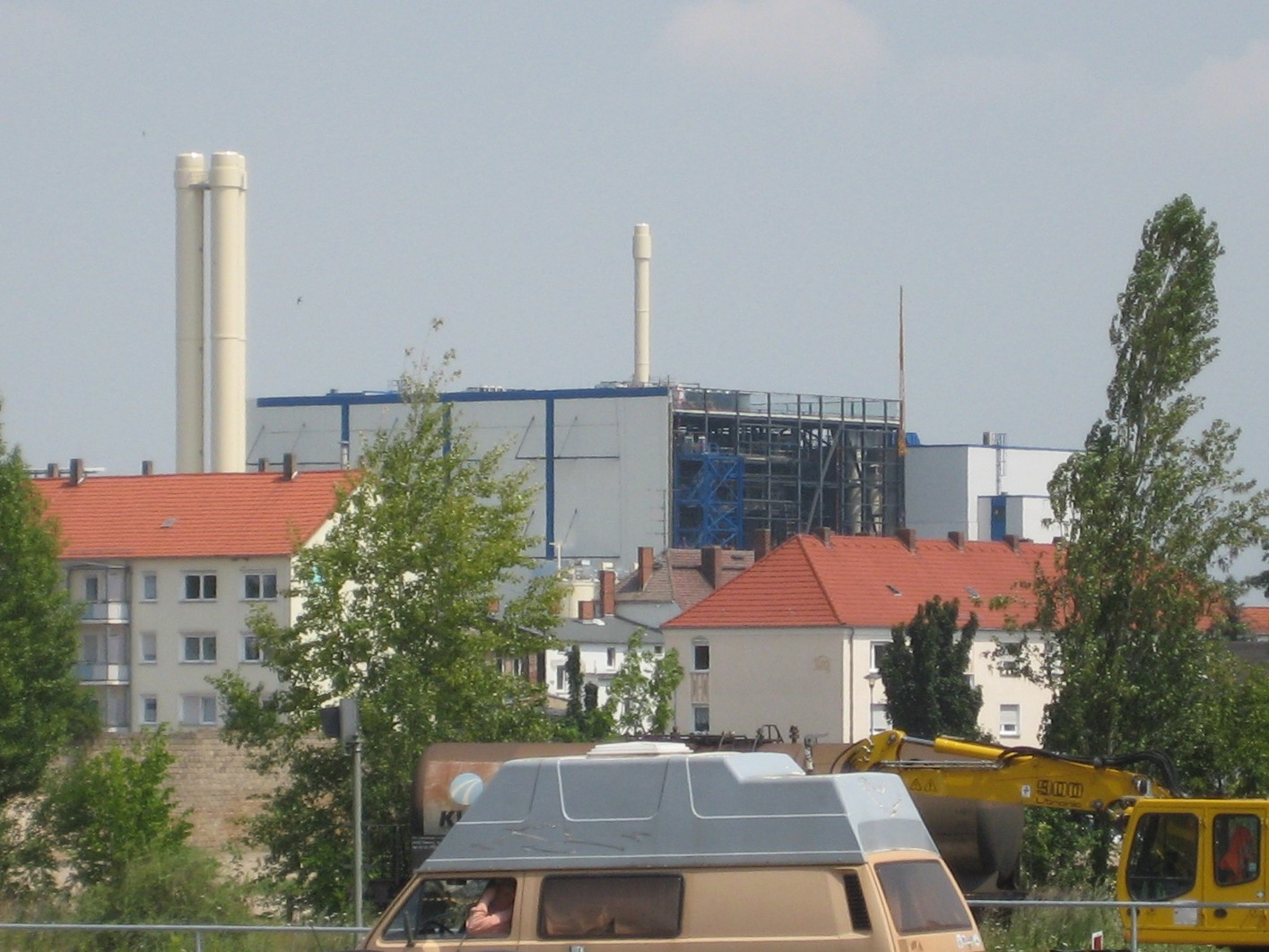
Anlage von der Bahnlinie aus gesehen

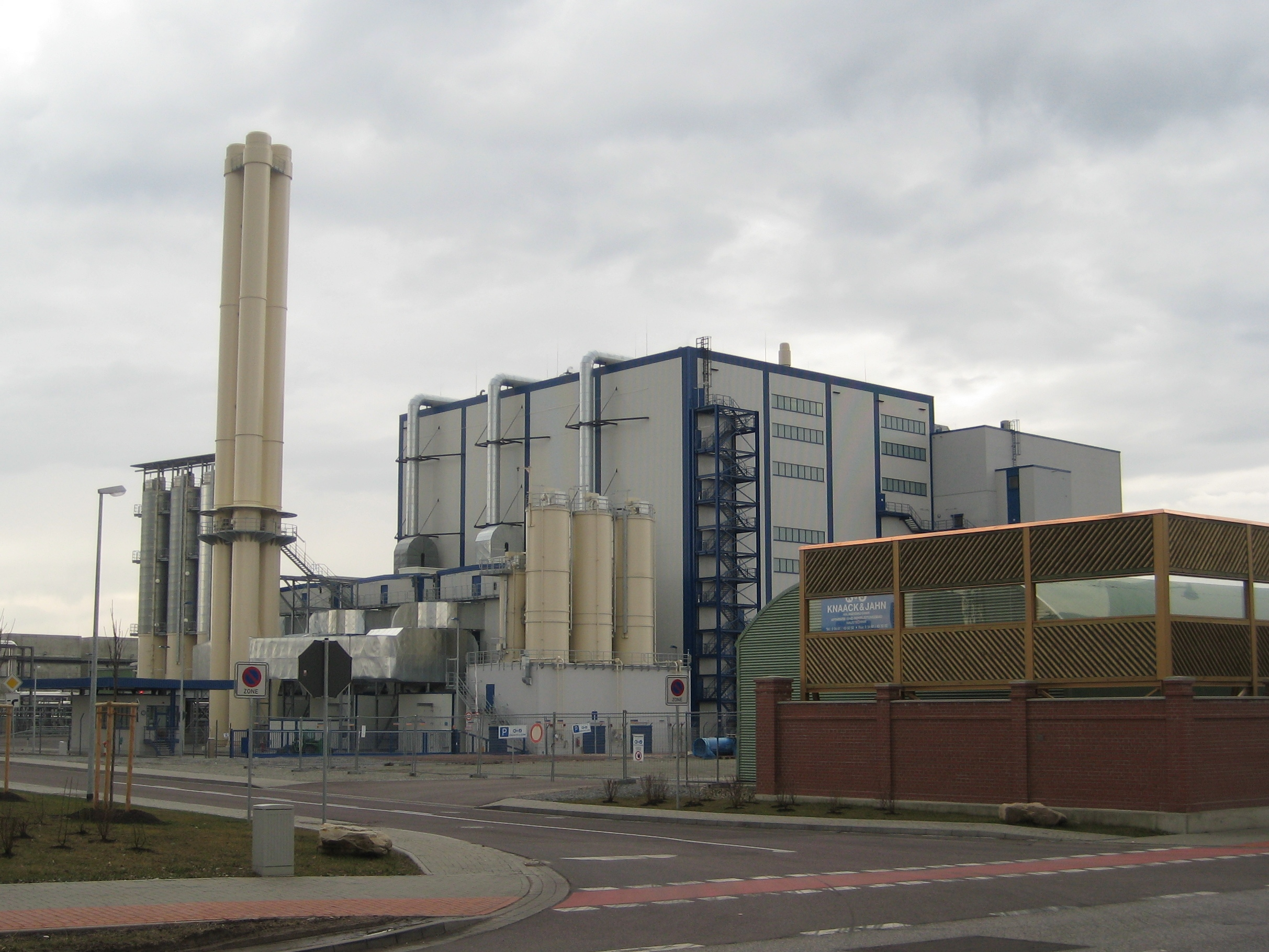
Anlage im März 2010

Die Anlage steht auf dem Industriegelände von Solvay im Osten der Stadt Bernburg. Dieses wird südlich von der Bundesstraße 185 nach Köthen begrenzt und im Norden von der Saale umflossen. Im Süden schließen sich Wohngebiete an. Die nächstliegenden Wohnhäuser stehen etwa 150 Meter von der Anlage entfernt. In etwa 700 Metern Entfernung, linksseitig der Saale, beginnt mit dem Dröbelschen Busch das so genannte Nienburger Auwald-Mosaik, ein FFH-Schutzgebiet.
Vor der jetzigen Bebauung war das Areal Industriebrache. Die Böden mussten wegen Schadstoffbelastung abgetragen werden. Bei den Altlasten handelte es sich um Produktionsabfälle einer Taschen- und Schuhfabrik, die bis 1989 an dieser Stelle deponiert wurden.
Das Areal besitzt einen bisher ungenutzten Gleisanschluss, der die B 185 kreuzt.

## Brennstoff
Der in der Verbrennung verwendete Ersatzbrennstoff besteht Betreiberangaben zufolge vor allem aus Gewerbeabfällen. Das Heizkraftwerk ist damit eine Müllverbrennungsanlage, auch wenn sein Zweck nicht die Abfallentsorgung, sondern die Energieversorgung ist. Abhängig vom Brennwert der eingesetzten Ersatzbrennstoffe, der zwischen 10,5 und 18 kJ/kg schwankt, werden im Jahr durchschnittlich 400.000 Tonnen, maximal bis zu 552.000 Tonnen verbrannt. In der Anlage wird damit im Jahr etwa so viel Müll verbrannt, wie in ganz Sachsen-Anhalt im gleichen Zeitraum anfällt. Sie gehört neben ähnlich dimensionierten Anlagen z. B. im Industriepark Höchst in Frankfurt am Main zu den größten Müll verbrennenden Industriekraftwerken in Deutschland (Energieversorgung). Nach dem MHKW Magdeburg-Rothensee mit einer Kapazität von 630.000 Tonnen pro Jahr ist die Bernburger Anlage die zweitgrößte Müllverbrennungsanlage in Sachsen-Anhalt (Abfallentsorgung).
Der bisherige Planungsstand sieht vor, die Anlage per LKW mit Ersatzbrennstoff zu versorgen. Dafür sind pro Tag etwa 140 Lieferungen nötig, die wochentags zwischen 6 und 22 Uhr abgewickelt werden. Tönsmeier bringt etwa ein Drittel der benötigten Brennstoffe auf. Der Großteil stammt von Lieferanten aus einem Umkreis von circa 300 Kilometern. Die Versorgung der Anlage mit Ersatzbrennstoff benötigt daher, verglichen mit Kraftwerken für Erdgas oder Erdöl, mehr Energie.
Das zusätzliche Verkehrsaufkommen ist einer der Streitpunkte der Kritiker. Sie fordern eine Belieferung der Anlage per Bahn und die Nutzung des bestehenden Gleisanschlusses auf dem Gelände. Zudem wird beanstandet, dass der zusätzliche Feinstaubausstoß durch die Belieferung nicht in der Immissionsprognose berücksichtigt wurde. Im Januar 2009 wurde vom Betreiber angekündigt, diesen Versorgungsweg zu prüfen.

## Technische Daten
Die Anlage hat eine thermische Leistung von 214,5 Megawatt, die durch drei identische Verbrennungslinien mit Rostfeuerung erreicht wird. Pro Stunde werden 225 Tonnen Dampf mit einer Temperatur von 410 °C und einem Druck von 42 bar erzeugt. Heißdampf dieser Form wird vor allem zur Soda-Produktion bei Solvay genutzt. Zur Herstellung einer Tonne Soda werden in Bernburg etwa 3 Tonnen Dampf benötigt.
Mit einem Teil des Dampfes (maximal 150 Tonnen pro Stunde) wird eine Entnahmekondensationsturbine zur Gewinnung von maximal 35,7 MW elektrischer Energie gespeist. Entnommen werden kann hier Dampf mittlerer Druckstufe als Prozessdampf und zur Speisewassererwärmung.
Der Wirkungsgrad der Anlage ist abhängig von ihrer Betriebsart. Im Genehmigungsantrag wird ein Wirkungsgrad von 49,9 % angegeben. Dieser ergibt sich für den Fall, dass nur wenig Hochdruckdampf vor der Turbine entnommen wird (75 von 225 t/h, entspricht 64,7 MW von 200 MW, {\displaystyle \eta _{\mathrm {th} }=17{,}8\,\%}) und zur Stromerzeugung die maximal mögliche Dampfmenge genutzt wird, ohne dass dabei Prozessdampf mittleren Druckes aus der Turbine entnommen wird (150 von 225 t/h, entspricht 35,7 MW von 200 MW, {\displaystyle \eta _{\mathrm {el} }=37{,}2\,\%}). Im Genehmigungsantrag wurden beide Wirkungsgrade addiert.

## Rauchgasreinigung
Die Rauchgasreinigung der Anlage besteht aus einer SNCR-Entstickung, einer Entschwefelung durch Natriumhydrogencarbonat, der Eindüsung von Aktivkoks sowie einem Gewebefilter.
Das Rauchgas wird mittels Harnstoff entstickt. Dieser wird in den ersten Zug des Kessels eingedüst und dort in Ammoniak umgewandelt, der mit Stickoxiden zu Stickstoff und Wasser reagiert.
Durch eine Reaktion mit Natriumhydrogencarbonat wird das Rauchgas von seinen sauren Bestandteilen befreit. Das Natriumhydrogencarbonat wird gemahlen in das Rauchgas eingedüst und reagiert mit Säuren zu deren Salzen, Kohlendioxid und Wasser.
Aktivkoks nimmt Schwermetalle, PAK sowie Dioxine und Furane aus dem Rauchgas auf (Adsorption). Ein Gewebefilter entfernt schließlich Aktivkoks sowie die entstandenen Salze mit den gebundenen Schadstoffen aus dem Rauchgasstrom. Das gereinigte Abgas wird über drei 60 Meter hohe Schornsteine in die Erdatmosphäre abgegeben.

## Emissionen
| Schadstoffe/Schadstoffgruppe nach 17. BImSchV                                                                     | Grenzwert nach 17. BImSchV | Masse pro Stunde | Masse pro Jahr |
| --- | -------------------------- | ---------------- | -------------- |
| Staub | 10 mg/m³                   | 3,6 kg           | 31,5 t         |
| Kohlenmonoxid | 50 mg/m³                   | 18,0 kg          | 157,3 t        |
| Stickoxide | 200 mg/m³                  | 71,8 kg          | 629,0 t        |
| Schwefeldioxid, Schwefeltrioxid                                                                                   | 50 mg/m³                   | 18,0 kg          | 157,3 t        |
| Chlorwasserstoff                                                                                                  | 10 mg/m³                   | 3,6 kg           | 31,5 t         |
| Fluorwasserstoff                                                                                                  | 1 mg/m³                    | 0,36 kg          | 3,15 t         |
| Quecksilber | 0,03 mg/m³                 | 10,8 g           | 94 kg          |
| Sb, As, Pb, Cr, Co, Cu, Mn, Ni, V, Sn1                                                                            | 1 mg/m³                    | 0,18 kg          | 1,57 t         |
| Blei | 0,2941 mg/m³               | 105,6 g          | 925 kg         |
| Kupfer | 0,1471 mg/m³               | 52,8 g           | 463 kg         |
| Nickel | 0,0147 mg/m³               | 5,2 g            | 46 kg          |
| Cadmium, Thallium1                                                                                                | 0,05 mg/m³                 | 18 g             | 151,2 kg       |
| Cadmium | 0,049 mg/m³                | 17,6 g           | 154,1 kg       |
| As, Benzo(a)pyren, Cd, Co, Cr1                                                                                    | 0,05 mg/m³                 | 18 g             | 157,3 kg       |
| Benzo(a)pyren | 0,01 mg/m³                 | 3,6 g            | 31 kg          |
| Dioxine, Furane                                                                                                   | 0,1 ng/m³                  | 0,036 mg         | 314,52 mg      |
| 1: zusammen, so genannte Summenparameter : kein Grenzwert, Verteilung auf Summenparameter laut Genehmigungsantrag |                            |                  |                |

Für die Anlage wurden noch keine Daten einer Emissionsmessung veröffentlicht. Ausgehend vom Genehmigungsantrag werden die Emissionsgrenzwerte der 17. Bundes-Immissionsschutzverordnung, in der die Grenzwerte für Müllverbrennung festlegt sind, voll ausgeschöpft. Bei einem Volumenstrom von 359.040 m³/h stößt die Anlage rechnerisch jährlich über 1.000 Tonnen an rechtlich relevanten Luftschadstoffen aus.
Das Abgas enthält außerdem eine nicht von der Emissionsüberwachung erfasste Menge an Ammoniak (NH3-Schlupf) und Lachgas, die aus der Harnstoff-Reaktion der Denitrifikation (DeNOx) stammen. Der Ammoniak-Schlupf ist durch die bei der selektiven nicht-katalytischen Reduktion bedingte überstöchiometrische Fahrweise technisch unumgänglich. Darüber hinaus entstehen bei der Verbrennung weitere chemische Verbindungen deren Schadstoffeigenschaften nicht untersucht und damit weder bekannt noch gemessen werden.
Siehe auch: Müllverbrennung → Abgase
Etwa ein Drittel der Masse an verbranntem Ersatzbrennstoff fällt als feste Rückstände an. Dazu zählen die Schlacke und Rostasche (122.000 Tonnen pro Jahr), die Ablagerungen aus dem Kesselraum als Kesselstäube (5.500 t/a) und Reststoffe aus der Rauchgasreinigung (28.000 t/a). Die Reinigungsrückstände und Kesselstäube der Anlage werden als gefährlich nach dem Kreislaufwirtschafts- und Abfallgesetz klassifiziert (Sondermüll) und in der Grube Teutschenthal untertage deponiert. Die Deponie Halle-Lochau nimmt Schlacke und Rostasche an. Sie finden im Allgemeinen im Straßenbau Verwendung.
Siehe auch: Müllverbrennung → Aschen, Schlacken und Stäube
Die Rauchgasreinigung verursacht keine Abwässer. Die Abwässer der Kühlturmabschlämmung belaufen sich auf etwa 675.000 t/a und werden über eine Genehmigung für Solvay in die Saale eingeleitet.

## Planungsverlauf
Im Jahr 2006 begannen Tönsmeier und Solvay mit den Planungen. Ein Antrag auf Baugenehmigung wurde im Mai 2007 bei der zuständigen Behörde eingereicht und im Februar 2008 bewilligt. Daraufhin wurde von Gegnern der Anlage beim OVG des Landes Klage gegen diesen Bescheid eingereicht. Der Bau begann verzögert im April 2008. Die im November 2008 beantragte Betriebsgenehmigung wurde im Juni 2009 erteilt. Im Februar 2010 begann der Probebetrieb. Mitte des Jahres 2010 soll die Anlage ihren regulären Betrieb aufnehmen. Der Betrieb ist auf 15 bis 20 Jahre angelegt.
In der Klage wurde noch nicht entschieden. Der Bau wurde folglich mit dem Risiko begonnen, nachträglich Änderungen an der Anlage vornehmen zu müssen.

## Bestehendes Gasturbinenkraftwerk

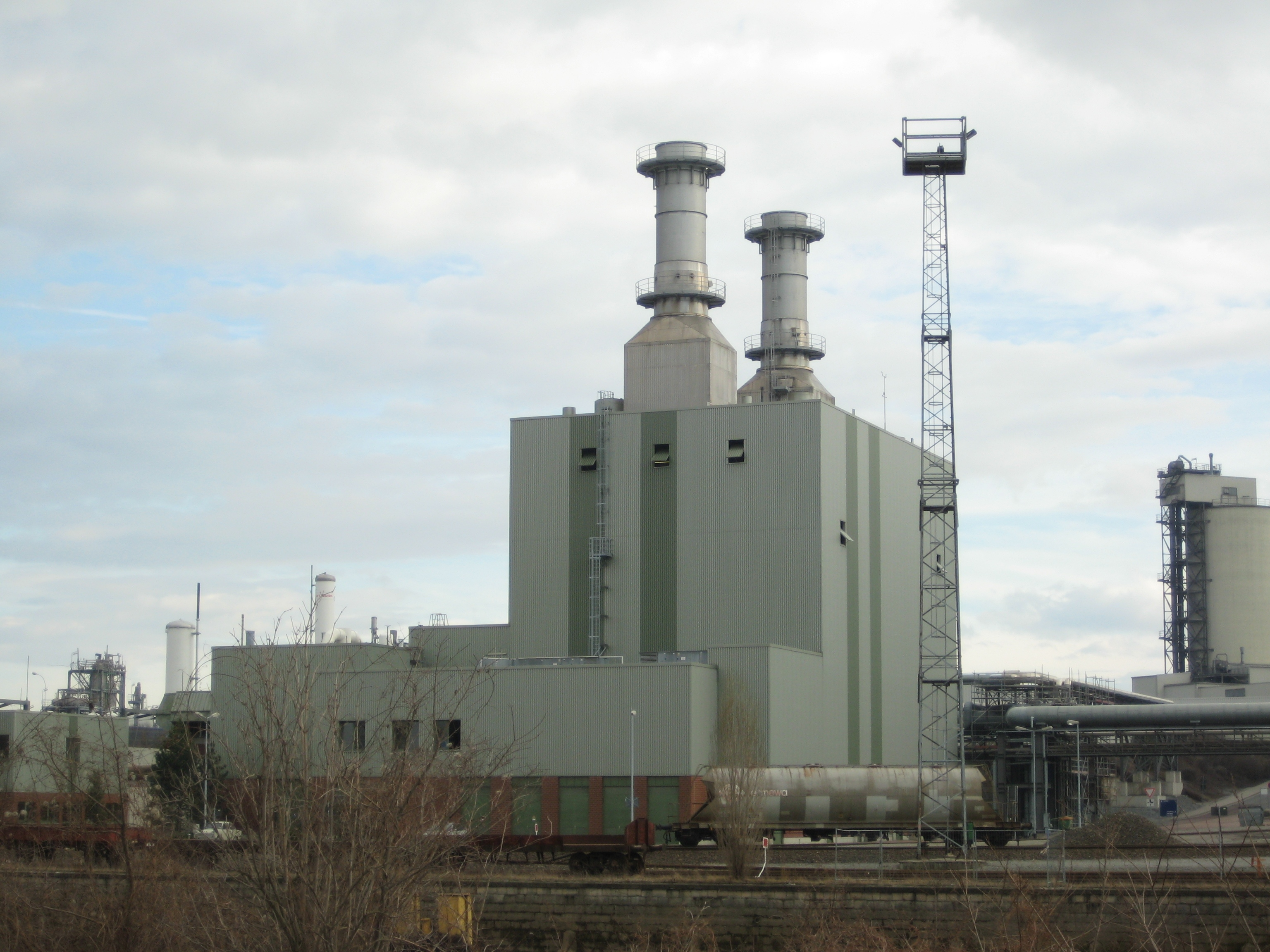
Das bestehende Gasturbinenkraftwerk auf dem Industriegelände

Laut Betreiber dient die Anlage dazu, die Produktion im benachbarten Solvay-Werk unabhängiger von Erdgas zu machen. Sie stützt damit die Energieversorgung durch das 1994 gebaute Industriekraftwerk Bernburg (IKB). In diesem GuD-Kraftwerk liefern eine Dampf- und zwei vorgeschaltete Gasturbinenanlagen zusammen 140 MW elektrische Bruttoleistung und 232 MW Fernwärmeleistung.
Mit etwa 85 % hat das GuD-Kraftwerk einen höheren Wirkungsgrad als die neue Anlage. Solvay zufolge wird jedoch mit laufender Müllverbrennung eine der beiden Gasturbinenanlagen außer Betrieb genommen. Der Gesamtwirkungsgrad der Versorgung des Werkes verschlechtert sich dadurch, zugunsten von Ersparnissen beim Brennstoff bzw. durch Einkünfte aus dessen Verbrennung (Entsorgung). Die Betreiberfirma veröffentlicht bisher keine Bilanzen oder Berechnungen, aus denen hervorginge, zu welchem Preis EBS hier verbrannt wird. Im Jahr 2009 wurde die Verbrennung einer Tonne Abfalls in Deutschland mit 50 bis 75 € vergütet.
Auch die Schadstoffbilanz der Versorgung verschlechtert sich mit Inbetriebnahme der neuen Anlage, da bei der Verbrennung von Erdgas im Gegensatz zur Müllverbrennung weder Stäube noch Schwermetalle entstehen. Auch Schlacken oder feste Reststoffe aus der Rauchgasreinigung fallen nicht an. Stickoxide und Kohlenstoffdioxid und -monoxid sind hier als einzige Schadstoffe zu nennen.
Das Gasturbinenkraftwerk versorgt mit Inbetriebnahme der neuen Anlage wie bisher ein Wohngebiet im Stadtteil Talstadt mit Fernwärme. Die auf diesem Wege transportierte Energie beträgt dann 15 Millionen Kilowattstunden pro Jahr.

## Kritik
Nachdem der Beginn des Genehmigungsverfahrens öffentlich bekanntgemacht wurde, schlossen sich Anwohner zusammen und gründeten im November 2007 eine Bürgerinitiative. Sie hatte das Ziel, die Anlage in ihrer geplanten Form zu verhindern. Die Kritik richtete sich vor allem gegen die Rauchgasreinigung, die die gesetzlichen Grenzwerte ausschöpft anstatt, so die Forderung der Gegner, sie sicher zu unterschreiten.
Ein weiterer Kritikpunkt war die Art und Weise der öffentlichen Bekanntmachung der Pläne. Durch die Verwendung des Begriffes Ersatzbrennstoff sei für Anwohner nicht ersichtlich gewesen, worum es sich bei dieser Anlage handelt. Dass während des Genehmigungsverfahrens nur eine Einwendung vorgebracht wurde und erst durch die Aufklärungsarbeit der Initiative weitere Stimmen gegen die Anlage laut wurden, ist den Kritikern ein Beweis hierfür. Auch Mitglieder des Stadtrates sprachen sich erst später gegen die Anlage in ihrer beantragten Form aus.
Wie viele andere Initiativen gegen diese Art der Müllverbrennung befürchten auch die Anhänger der Bernburger Initiative so genannten Mülltourismus, den verstärkten Import von Müll aus dem Ausland als Folge von Kapazitäten in der Müllverbrennung, die die im eigenen Land anfallenden Abfallmengen überschreiten. Hinzu komme der Umstand, dass in Bernburg neben der neuen Anlage bereits jährlich bis zu 160.000 Tonnen Abfall in einem Werk des Unternehmens Schwenk Zement verbrannt werden. Die Bürgerinitiative gab daher zu bedenken, dass allein in Bernburg mit mehr als 700.000 Tonnen mehr Müll verbrannt wird als in den Müllverbrennungsanlagen einiger deutscher Ballungsräume und mehr als insgesamt in Sachsen-Anhalt anfällt.
Die Kritiker bezweifeln außerdem den vom Betreiber angegebenen Zweck, eine Alternative zu teurer werdenden fossilen Brennstoffen schaffen zu wollen. Sie sehen in der Anlage ein rein auf Profit ausgerichtetes Geschäft der beteiligten Unternehmen auf Kosten von Anwohnern, Stadtbild und Umwelt. Der Initiative wurde teilweise vorgeworfen, mit dieser Position das Wirtschaftswachstum am Standort zu behindern und Arbeitsplätze zu gefährden.